# Agitar antes de usar
Agitar antes de usar es el cuarto álbum de estudio de la banda de rock Hombres G, publicado el 24 de mayo de 1988.
Fue producido por Paco Martín y el chileno Carlos Narea. Aunque recibió reseñas mixtas de parte de la crítica especializada, al primer mes de su lanzamiento se habían vendido en España 175 000 copias del mismo. Los sencillos publicados tras la publicación del disco fueron en este orden: «Suéltate el pelo», «Tengo una chica», «No aguanto a tu prima» y «Si no te tengo a ti».

## Lista de canciones
Todas las canciones escritas y compuestas por David Summers, excepto donde se indique. 
| Agitar antes de usar |                                                |          |  |
| N.º                  | Título                                         | Duración |  |
| 1.                   | «Tengo una chica»                              | 3:52     |  |
| 2.                   | «No aguanto a tu prima»                        | 2:40     |  |
| 3.                   | «Nassau»                                       | 4:30     |  |
| 4.                   | «Si no te tengo a ti»                          | 4:47     |  |
| 5.                   | «Viernes»                                      | 3:09     |  |
| 6.                   | «Suéltate el pelo»                             | 3:13     |  |
| 7.                   | «Será esta noche» (Música por Daniel Mezquita) | 4:07     |  |
| 8.                   | «He recuperado mi cabello»                     | 3:06     |  |
| 9.                   | «La madre de Ana»                              | 3:35     |  |
| 10.                  | «Viernes (Instrumental)»                       | 1:41     |  |
| 34:46                |                                                |          |  |

## Créditos
- David Summers: voz, bajo.
- Rafa Gutiérrez: guitarra.
- Daniel Mezquita: guitarra.
- Javier Molina: batería.